# Hrabstwo Bremer

Piramida wieku hrabstwa

Hrabstwo Bremer – hrabstwo położone w USA w stanie Iowa z siedzibą w mieście Waverly. Założone w 1851 roku.

## Miasta
| - Denver - Frederika | - Tripoli - Plainfield | - Readlyn - Sumner | - Janesville - Waverly |

## Gminy
| - Dayton - Douglas - Franklin - Frederika - Fremont | - Jackson - Jefferson - Lafayette - Le Roy - Maxfield | - Polk - Sumner No. 2 - Warren - Washington |

## Drogi główne
| - U.S. Highway 63 - U.S. Highway 218 - Iowa Highway 3 - Iowa Highway 27 | - Iowa Highway 93 - Iowa Highway 188 |

## Sąsiednie hrabstwa
- Hrabstwo Chickasaw
- Hrabstwo Fayette
- Hrabstwo Floyd
- Hrabstwo Black Hawk
- Hrabstwo Buchanan
- Hrabstwo Butler